# Rybí
Rybí település Csehországban, Nový Jičín-i járásban. Rybí Nový Jičín, Ženklava, Štramberk, Životice u Nového Jičína, Šenov u Nového Jičína, Závišice és Libhošť településekkel határos. Lakosainak száma 1264 fő (2024. január 1.).

## Népesség
A település lakosságának változását az alábbi diagram mutatja:
| Lakosok száma | 788  | 905  | 1046 | 1232 | 1065 | 1136 | 1234 | 1257 | 1182 | 1264 |
|               | 1869 | 1900 | 1921 | 1961 | 1980 | 2011 | 2016 | 2019 | 2021 | 2024 |